# À l'ombre de moi-même

À l'ombre de moi-même est un livre de Catherine Deneuve publié en 2004 (éditions Stock).
Elle y a rassemblé les carnets de tournage de six films, les seuls qu'elle ait tenus durant sa carrière, rédigés entre 1968 (Folies d'avril) et 1999 (Dancer in the Dark). Le livre comprend aussi un entretien avec le cinéaste Pascal Bonitzer.
À l'exception du Vent de la nuit de Philippe Garrel, ces carnets ont été écrits lors de tournages à l'étranger.
Ils n'ont pas, à l'origine, été rédigés en vue de leur publication.

## Les films en question
- 1968 : The April Fools (Folies d'avril) de Stuart Rosenberg
- 1969 : Tristana de Luis Buñuel
- 1991 : Indochine de Régis Wargnier
- 1998 : Est-Ouest de Régis Wargnier
- 1998 : Le Vent de la nuit de Philippe Garrel
- 1999 : Dancer in the Dark de Lars von Trier